# Bounds Green (Metropolitano de Londres)
Bounds Green é uma estação do Metrô de Londres, localizada na junção da Bounds Green Road e da Brownlow Road em Bounds Green no borough londrino de Haringey, Norte de Londres. A estação fica na linha Piccadilly, entre as estações Wood Green e Arnos Grove, e fica na divisa entre a Zona 3 e a Zona 4.

## História
Como todas as estações na extensão de Cockfosters, Bounds Green, inaugurada em 19 de setembro de 1932, estabeleceu novos padrões estéticos nunca vistos antes no Metrô de Londres. Durante o período de planejamento da extensão para Cockfosters, nomes alternativos para esta estação, "Wood Green North" e "Brownlow Road" foram considerados, mas rejeitados.

## Design
Arquitetonicamente, esta estação de metrô, projetada no típico "estilo Box" do arquiteto Charles Holden por seu colega C. H. James, é um exemplo bem preservado do estilo modernista da casa de transporte de Londres na década de 1930. A fachada de oito lados é ladeada por uma torre de ventilação. O saguão de ingressos é iluminado por quatro grandes janelas com uma imponente treliça de vigas de concreto no teto; grandes medalhões do metrô de Londres; e placas de bronze originais, grades de ventilação e molduras de painéis de informações. As áreas subterrâneas da estação são finalizadas em ladrilhos cor de biscoito alinhados com frisos vermelhos. Os projetos de Holden enfatizavam a funcionalidade combinada com geometria equilibrada e o uso de materiais modernos, especialmente vidro e concreto armado. O significado histórico da estação é enfatizado por seu envolvimento no ataque da Segunda Guerra Mundial.
Ao contrário de outras nesta extensão, a estação não era anteriormente listado como de interesse arquitetônico especial nacionalmente, mas em agosto de 2008 foi feito um requerimento ao English Heritage para uma recomendação de listagem e em janeiro de 2010 a estação foi listada como Grau II.

## Serviços e Conexões
A estação é atendida pelas rotas dos ônibus de Londres 102, 184, 221 e 299, e também pela rota noturna N91.